# アンリ・ダルトワ
アンリ・ダルトワ（フランス語: Henri d'Artois, 1820年9月29日 - 1883年8月24日）は、フランス王シャルル10世の孫で、フランス・ブルボン家最後の王位継承候補だった人物である。レジティミスト（ブルボン王朝支持者）たちからはアンリ5世と呼ばれたが、王政復古確実な状況にありながら、その千載一遇のチャンスを逃し、結局実現することなく没した。現在では、単にシャンボール伯（Comte de Chambord）と呼ばれることも多い。

## 生涯

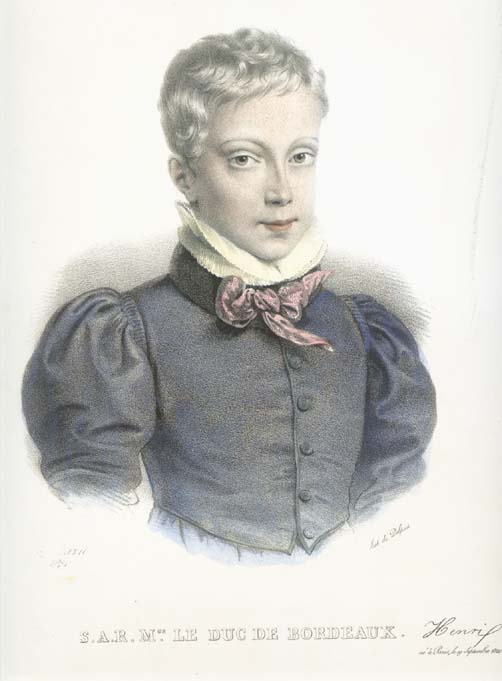
ボルドー公アンリ・ダルトワ

シャルル10世の次男ベリー公シャルル・フェルディナンと両シチリア王女マリー・カロリーヌの間に生まれた。父ベリー公はアンリが生まれる7か月前に暗殺され、ブルボン王家直系の男子が途絶えると危惧された矢先に誕生したため、アンリは「奇跡の子」ともてはやされた。アンリは誕生から祖父の譲位まではボルドー公の称号を持ち、亡命中にシャンボール城にちなんだ儀礼称号の「シャンボール伯」を名乗った。
1830年8月2日にシャルル10世はアンリのために王位を譲った。次の王位は本来シャルル10世の長男アングレーム公ルイ・アントワーヌ（「ルイ19世」）が継ぐべきはずであったが、アングレーム公は父シャルル同様不人気な上に子供がいなかったため、すぐさま甥であるアンリへの譲位に賛同する宣言書に連署を行なった。その時以降、アンリの支持者たちは彼を「アンリ5世」と呼んだ。シャルル10世は傍系オルレアン家のルイ・フィリップに自らの宣言書を下院で読み上げるよう依頼した。しかし、ルイ・フィリップはアンリを王位継承者とするという部分をあえて読まず、議会は王位継承者としてルイ・フィリップを指名した。こうして「アンリ5世」の即位は立ち消えとなった。
シャルル10世らブルボン王家の一族は同年8月16日に亡命することとなった。1832年にはアンリの母マリー・カロリーヌがフランス西部で反乱を扇動しようとしたが、失敗に終わり逮捕されたが、裁判を待つ獄中で、マリー・カロリーヌがエットーレ・ルケージ・パッリ伯爵と秘密結婚していたこと、そして青年弁護士と恋愛の末に妊娠していることが明らかになった。これに怒ったシャルル10世によって、マリー・カロリーヌはブルボン家から絶縁され、アンリと姉ルイーズは伯母のマリー・テレーズに養育されることとなった。アンリは幼い頃からマリー・テレーズに懐いており、成人後も一番頼りにしていた人物だった。また、マリー・テレーズもアンリを「我が子」と呼び心から愛した。
1836年に祖父シャルル10世が没し、1844年にマリー・テレーズの夫である伯父アングレーム公が没すると、アンリはブルボン家の家長となった。「アンリ5世」の戴冠を目指すレジティミストたちは、7月王政期、第二共和政期、第二帝政期を通じて、常に政権の対抗軸であり続けた。
1846年、ブルック・アン・デア・ムーアにて裕福なオーストリア＝エステ家の家長モデナ公フランチェスコ4世の長女マリー・テレーズと結婚した。婚礼には先代のオーストリア皇帝フランツ1世の4人目の妃カロリーネや当時の皇帝フェルディナント1世の妃マリア・アンナら多くの君主・王族が出席した。アンリ夫妻はヨーロッパの各地を旅し、国際的感覚を身につけ、各地の社交界で歓迎された。夫妻はヴェネツィアのカヴァッリ宮殿を購入し、数多くの貴族をもてなした。またアンリ夫妻は伯母の薦めにより、ルッケーシ・パッリ伯爵夫人となった母マリー・カロリーヌとその家族をよく訪問した。
1848年2月12日にパリで起きた暴動は二月革命となり、2月24日にルイ・フィリップ1世は退位し、3月にイギリスに亡命した。ヴェネツィア警察もアンリがスパイなのか、または暗殺者から狙われているのか判らずカヴァッリ宮殿を包囲した。ベーメンでは市民が蜂起し、ウィーン、ハンガリーでも暴動が起きた。妻マリー・テレーズはこの間、フランス国民がアンリを頼ることを望んだが、フランスからアンリを迎え入れる公式発表は出されなかった。
1851年10月19日、伯母マリー・テレーズが死去した。臨終の際、アンリに「私はもうだめです」と言い残した。マリー・テレーズはアンリを指定遺言執行者兼相続人に指名していた。
1871年に、普仏戦争の敗戦を受けて第二帝政が崩壊した。オットー・フォン・ビスマルクは、フランクフルト条約の交渉の下地づくりとして選挙を行わせた。この時の選挙では王党派が議会の多数を占めたが、レジティミストとオルレアニスト（オルレアン家支持者）に二分されていた。しかし、この議会での王政復古を実現するために両派で交渉が行われた結果、シャンボール伯アンリがオルレアン家のパリ伯フィリップ・ドルレアン（ルイ・フィリップ王の孫）よりも継承順位が上位であるという合意がなされた。ただしこの時点で、オルレアニストと一部のレジティミストの間では、妻マリー・テレーズとの間に子のいないアンリの後継者問題も認識されてはいた。
ともあれ、1873年にはアンリのフランス王即位は必至の情勢となっており、意気揚々とパリ入市を果たした。アンリは王党派のマジェンタ公爵パトリス・ド・マクマオン大統領に先導されて議会に入り、歓呼で迎えられる形で王として認められることを思い描いていたが、彼自身の頑迷さがそれらを水泡に帰させた。アンリは王になるに当たり、復古王政期の白旗（フランス王国旗）を棄てて三色旗を受け入れることを求められたが、断固として拒否した。彼にとってそれを受け入れることは、フランス革命の精神を継承することに繋がったからである。かくして、王政復古の最大の好機は去った。
オルレアニストと一部の失望したレジティミストは、より駆け引きに長けたパリ伯フィリップを王位継承候補とするために、シャンボール伯の没後に期待をかけることにし、ひとまずは第三共和政に統治を委任することを決定した。しかし、10年後の1883年にアンリが没すると、世論は共和政容認が大勢となり、選挙でも共和派が多数を占めた。この結果、王政復古の望みは潰えて「共和政」の名が公的に現れるようになった。
1883年、亡命先のフロースドルフで死去した。遺体はゴリツィアに葬られた（ゴリツィアは第二次世界大戦後に分割され、その場所は現在スロベニアの都市ノヴァ・ゴリツァとなっている）。
アンリには子供がおらず、シャンボール伯未亡人マリー・テレーズとレジティミストの一部はサリカ法に基づき、スペイン・ブルボン家のモンティソン伯フアン・カルロスをブルボン家男系の長系継承者として、シャンボール伯の後継者に選んだ。カルリスタのスペイン王位請求者「フアン3世」でもあったモンティソン伯はこれを受けて、新たに「フランス国王ジャン3世」とも称することとなった。しかし、オルレアニスト側でもパリ伯を「フランス国王フィリップ7世」として支持し、これを認めるレジティミストの一部もこれに合流した。このことが両者の対立を煽ることとなった。

## 系図
|                        |                        |                        |                        |                        |                        |          |          |          |          |          |          | フランス・ブルボン家 | フランス・ブルボン家 | フランス・ブルボン家 | フランス・ブルボン家 | フランス・ブルボン家 | フランス・ブルボン家 |                  |                  |                  |                  |  |  |                                   |                                   |                                   |                                   |                                   |                                   |  |  |                                    |                                    |                                    |                                    |                                    |                                    |  |  |                                  |                                  |                                  |                                  |                                  |                                  | 両シチリア・ブルボン家 | 両シチリア・ブルボン家 | 両シチリア・ブルボン家 | 両シチリア・ブルボン家 | 両シチリア・ブルボン家 | 両シチリア・ブルボン家 |                                |                                |                                |                                |                                         |                                         |                                         |                                         | オルレアン家                            | オルレアン家                            | オルレアン家     | オルレアン家     | オルレアン家     | オルレアン家     |  |  |  |  |  |  |  |  |  |  |  |  |  |  |  |  |  |  |  |  |
|                        |                        |                        |                        |                        |                        |          |          |          |          |          |          | フランス・ブルボン家 | フランス・ブルボン家 | フランス・ブルボン家 | フランス・ブルボン家 | フランス・ブルボン家 | フランス・ブルボン家 |                  |                  |                  |                  |  |  |                                   |                                   |                                   |                                   |                                   |                                   |  |  |                                    |                                    |                                    |                                    |                                    |                                    |  |  |                                  |                                  |                                  |                                  |                                  |                                  | 両シチリア・ブルボン家 | 両シチリア・ブルボン家 | 両シチリア・ブルボン家 | 両シチリア・ブルボン家 | 両シチリア・ブルボン家 | 両シチリア・ブルボン家 |                                |                                |                                |                                |                                         |                                         |                                         |                                         | オルレアン家                            | オルレアン家                            | オルレアン家     | オルレアン家     | オルレアン家     | オルレアン家     |  |  |  |  |  |  |  |  |  |  |  |  |  |  |  |  |  |  |  |  |
|                        |                        |                        |                        |                        |                        |          |          |          |          |          |          |                      |                      |                      |                      |                      |                      |                  |                  |                  |                  |  |  |                                   |                                   |                                   |                                   |                                   |                                   |  |  |                                    |                                    |                                    |                                    |                                    |                                    |  |  |                                  |                                  |                                  |                                  |                                  |                                  |                        |                        |                        |                        |                        |                        |                                |                                |                                |                                |                                         |                                         |                                         |                                         |                                         |                                         |                  |                  |                  |                  |  |  |  |  |  |  |  |  |  |  |  |  |  |  |  |  |  |  |  |  |
| マリー・アントワネット | マリー・アントワネット | マリー・アントワネット | マリー・アントワネット | マリー・アントワネット | マリー・アントワネット |          |          | ルイ16世 | ルイ16世 | ルイ16世 | ルイ16世 | ルイ16世             | ルイ16世             |                      |                      | ルイ18世             | ルイ18世             | ルイ18世         | ルイ18世         | ルイ18世         | ルイ18世         |  |  | シャルル10世                      | シャルル10世                      | シャルル10世                      | シャルル10世                      | シャルル10世                      | シャルル10世                      |  |  | マリー・テレーズ・ド・サルデーニュ | マリー・テレーズ・ド・サルデーニュ | マリー・テレーズ・ド・サルデーニュ | マリー・テレーズ・ド・サルデーニュ | マリー・テレーズ・ド・サルデーニュ | マリー・テレーズ・ド・サルデーニュ |  |  | フランチェスコ1世 両シチリア王   | フランチェスコ1世 両シチリア王   | フランチェスコ1世 両シチリア王   | フランチェスコ1世 両シチリア王   | フランチェスコ1世 両シチリア王   | フランチェスコ1世 両シチリア王   |                        |                        |                        |                        |                        |                        | マリー・アメリー・ド・ブルボン | マリー・アメリー・ド・ブルボン | マリー・アメリー・ド・ブルボン | マリー・アメリー・ド・ブルボン | マリー・アメリー・ド・ブルボン          | マリー・アメリー・ド・ブルボン          |                                         |                                         | ルイ・フィリップ                        | ルイ・フィリップ                        | ルイ・フィリップ | ルイ・フィリップ | ルイ・フィリップ | ルイ・フィリップ |  |  |  |  |  |  |  |  |  |  |  |  |  |  |  |  |  |  |  |  |
| マリー・アントワネット | マリー・アントワネット | マリー・アントワネット | マリー・アントワネット | マリー・アントワネット | マリー・アントワネット |          |          | ルイ16世 | ルイ16世 | ルイ16世 | ルイ16世 | ルイ16世             | ルイ16世             |                      |                      | ルイ18世             | ルイ18世             | ルイ18世         | ルイ18世         | ルイ18世         | ルイ18世         |  |  | シャルル10世                      | シャルル10世                      | シャルル10世                      | シャルル10世                      | シャルル10世                      | シャルル10世                      |  |  | マリー・テレーズ・ド・サルデーニュ | マリー・テレーズ・ド・サルデーニュ | マリー・テレーズ・ド・サルデーニュ | マリー・テレーズ・ド・サルデーニュ | マリー・テレーズ・ド・サルデーニュ | マリー・テレーズ・ド・サルデーニュ |  |  | フランチェスコ1世 両シチリア王   | フランチェスコ1世 両シチリア王   | フランチェスコ1世 両シチリア王   | フランチェスコ1世 両シチリア王   | フランチェスコ1世 両シチリア王   | フランチェスコ1世 両シチリア王   |                        |                        |                        |                        |                        |                        | マリー・アメリー・ド・ブルボン | マリー・アメリー・ド・ブルボン | マリー・アメリー・ド・ブルボン | マリー・アメリー・ド・ブルボン | マリー・アメリー・ド・ブルボン          | マリー・アメリー・ド・ブルボン          |                                         |                                         | ルイ・フィリップ                        | ルイ・フィリップ                        | ルイ・フィリップ | ルイ・フィリップ | ルイ・フィリップ | ルイ・フィリップ |  |  |  |  |  |  |  |  |  |  |  |  |  |  |  |  |  |  |  |  |
|                        |                        |                        |                        |                        |                        |          |          |          |          |          |          |                      |                      |                      |                      |                      |                      |                  |                  |                  |                  |  |  |                                   |                                   |                                   |                                   |                                   |                                   |  |  |                                    |                                    |                                    |                                    |                                    |                                    |  |  |                                  |                                  |                                  |                                  |                                  |                                  |                        |                        |                        |                        |                        |                        |                                |                                |                                |                                |                                         |                                         |                                         |                                         |                                         |                                         |                  |                  |                  |                  |  |  |  |  |  |  |  |  |  |  |  |  |  |  |  |  |  |  |  |  |
|                        |                        |                        |                        |                        |                        |          |          |          |          |          |          |                      |                      |                      |                      |                      |                      |                  |                  |                  |                  |  |  |                                   |                                   |                                   |                                   |                                   |                                   |  |  |                                    |                                    |                                    |                                    |                                    |                                    |  |  |                                  |                                  |                                  |                                  |                                  |                                  |                        |                        |                        |                        |                        |                        |                                |                                |                                |                                |                                         |                                         |                                         |                                         |                                         |                                         |                  |                  |                  |                  |  |  |  |  |  |  |  |  |  |  |  |  |  |  |  |  |  |  |  |  |
|                        |                        |                        |                        | ルイ17世               | ルイ17世               | ルイ17世 | ルイ17世 | ルイ17世 | ルイ17世 |          |          |                      |                      |                      |                      | マリー・テレーズ     | マリー・テレーズ     | マリー・テレーズ | マリー・テレーズ | マリー・テレーズ | マリー・テレーズ |  |  | ルイ・アントワーヌ アングレーム公 | ルイ・アントワーヌ アングレーム公 | ルイ・アントワーヌ アングレーム公 | ルイ・アントワーヌ アングレーム公 | ルイ・アントワーヌ アングレーム公 | ルイ・アントワーヌ アングレーム公 |  |  | シャルル・フェルディナン ベリー公  | シャルル・フェルディナン ベリー公  | シャルル・フェルディナン ベリー公  | シャルル・フェルディナン ベリー公  | シャルル・フェルディナン ベリー公  | シャルル・フェルディナン ベリー公  |  |  | マリー・カロリーヌ・ド・ブルボン | マリー・カロリーヌ・ド・ブルボン | マリー・カロリーヌ・ド・ブルボン | マリー・カロリーヌ・ド・ブルボン | マリー・カロリーヌ・ド・ブルボン | マリー・カロリーヌ・ド・ブルボン |                        |                        | ブルボン＝パルマ家     | ブルボン＝パルマ家     | ブルボン＝パルマ家     | ブルボン＝パルマ家     | ブルボン＝パルマ家             | ブルボン＝パルマ家             |                                |                                | フェルディナン・フィリップ オルレアン公 | フェルディナン・フィリップ オルレアン公 | フェルディナン・フィリップ オルレアン公 | フェルディナン・フィリップ オルレアン公 | フェルディナン・フィリップ オルレアン公 | フェルディナン・フィリップ オルレアン公 |                  |                  |                  |                  |  |  |  |  |  |  |  |  |  |  |  |  |  |  |  |  |  |  |  |  |
|                        |                        |                        |                        | ルイ17世               | ルイ17世               | ルイ17世 | ルイ17世 | ルイ17世 | ルイ17世 |          |          |                      |                      |                      |                      | マリー・テレーズ     | マリー・テレーズ     | マリー・テレーズ | マリー・テレーズ | マリー・テレーズ | マリー・テレーズ |  |  | ルイ・アントワーヌ アングレーム公 | ルイ・アントワーヌ アングレーム公 | ルイ・アントワーヌ アングレーム公 | ルイ・アントワーヌ アングレーム公 | ルイ・アントワーヌ アングレーム公 | ルイ・アントワーヌ アングレーム公 |  |  | シャルル・フェルディナン ベリー公  | シャルル・フェルディナン ベリー公  | シャルル・フェルディナン ベリー公  | シャルル・フェルディナン ベリー公  | シャルル・フェルディナン ベリー公  | シャルル・フェルディナン ベリー公  |  |  | マリー・カロリーヌ・ド・ブルボン | マリー・カロリーヌ・ド・ブルボン | マリー・カロリーヌ・ド・ブルボン | マリー・カロリーヌ・ド・ブルボン | マリー・カロリーヌ・ド・ブルボン | マリー・カロリーヌ・ド・ブルボン |                        |                        | ブルボン＝パルマ家     | ブルボン＝パルマ家     | ブルボン＝パルマ家     | ブルボン＝パルマ家     | ブルボン＝パルマ家             | ブルボン＝パルマ家             |                                |                                | フェルディナン・フィリップ オルレアン公 | フェルディナン・フィリップ オルレアン公 | フェルディナン・フィリップ オルレアン公 | フェルディナン・フィリップ オルレアン公 | フェルディナン・フィリップ オルレアン公 | フェルディナン・フィリップ オルレアン公 |                  |                  |                  |                  |  |  |  |  |  |  |  |  |  |  |  |  |  |  |  |  |  |  |  |  |
|                        |                        |                        |                        |                        |                        |          |          |          |          |          |          |                      |                      |                      |                      |                      |                      |                  |                  |                  |                  |  |  |                                   |                                   |                                   |                                   |                                   |                                   |  |  |                                    |                                    |                                    |                                    |                                    |                                    |  |  |                                  |                                  |                                  |                                  |                                  |                                  |                        |                        |                        |                        |                        |                        |                                |                                |                                |                                |                                         |                                         |                                         |                                         |                                         |                                         |                  |                  |                  |                  |  |  |  |  |  |  |  |  |  |  |  |  |  |  |  |  |  |  |  |  |
|                        |                        |                        |                        |                        |                        |          |          |          |          |          |          |                      |                      |                      |                      |                      |                      |                  |                  |                  |                  |  |  |                                   |                                   |                                   |                                   |                                   |                                   |  |  |                                    |                                    |                                    |                                    |                                    |                                    |  |  |                                  |                                  |                                  |                                  |                                  |                                  |                        |                        |                        |                        |                        |                        |                                |                                |                                |                                |                                         |                                         |                                         |                                         |                                         |                                         |                  |                  |                  |                  |  |  |  |  |  |  |  |  |  |  |  |  |  |  |  |  |  |  |  |  |
|                        |                        |                        |                        |                        |                        |          |          |          |          |          |          |                      |                      |                      |                      |                      |                      |                  |                  |                  |                  |  |  | マリー・テレーズ・ド・モデーヌ    | マリー・テレーズ・ド・モデーヌ    | マリー・テレーズ・ド・モデーヌ    | マリー・テレーズ・ド・モデーヌ    | マリー・テレーズ・ド・モデーヌ    | マリー・テレーズ・ド・モデーヌ    |  |  | アンリ シャンボール伯              | アンリ シャンボール伯              | アンリ シャンボール伯              | アンリ シャンボール伯              | アンリ シャンボール伯              | アンリ シャンボール伯              |  |  | ルイーズ                         | ルイーズ                         | ルイーズ                         | ルイーズ                         | ルイーズ                         | ルイーズ                         |                        |                        | カルロ3世 パルマ公     | カルロ3世 パルマ公     | カルロ3世 パルマ公     | カルロ3世 パルマ公     | カルロ3世 パルマ公             | カルロ3世 パルマ公             |                                |                                | フィリップ パリ伯                       | フィリップ パリ伯                       | フィリップ パリ伯                       | フィリップ パリ伯                       | フィリップ パリ伯                       | フィリップ パリ伯                       |                  |                  |                  |                  |  |  |  |  |  |  |  |  |  |  |  |  |  |  |  |  |  |  |  |  |
|                        |                        |                        |                        |                        |                        |          |          |          |          |          |          |                      |                      |                      |                      |                      |                      |                  |                  |                  |                  |  |  | マリー・テレーズ・ド・モデーヌ    | マリー・テレーズ・ド・モデーヌ    | マリー・テレーズ・ド・モデーヌ    | マリー・テレーズ・ド・モデーヌ    | マリー・テレーズ・ド・モデーヌ    | マリー・テレーズ・ド・モデーヌ    |  |  | アンリ シャンボール伯              | アンリ シャンボール伯              | アンリ シャンボール伯              | アンリ シャンボール伯              | アンリ シャンボール伯              | アンリ シャンボール伯              |  |  | ルイーズ                         | ルイーズ                         | ルイーズ                         | ルイーズ                         | ルイーズ                         | ルイーズ                         |                        |                        | カルロ3世 パルマ公     | カルロ3世 パルマ公     | カルロ3世 パルマ公     | カルロ3世 パルマ公     | カルロ3世 パルマ公             | カルロ3世 パルマ公             |                                |                                | フィリップ パリ伯                       | フィリップ パリ伯                       | フィリップ パリ伯                       | フィリップ パリ伯                       | フィリップ パリ伯                       | フィリップ パリ伯                       |                  |                  |                  |                  |  |  |  |  |  |  |  |  |  |  |  |  |  |  |  |  |  |  |  |  |
|                        |                        |                        |                        |                        |                        |          |          |          |          |          |          |                      |                      |                      |                      |                      |                      |                  |                  |                  |                  |  |  |                                   |                                   |                                   |                                   |                                   |                                   |  |  |                                    |                                    |                                    |                                    |                                    |                                    |  |  |                                  |                                  |                                  |                                  |                                  |                                  |                        |                        |                        |                        |                        |                        |                                |                                |                                |                                |                                         |                                         |                                         |                                         |                                         |                                         |                  |                  |                  |                  |  |  |  |  |  |  |  |  |  |  |  |  |  |  |  |  |  |  |  |  |
|                        |                        |                        |                        |                        |                        |          |          |          |          |          |          |                      |                      |                      |                      |                      |                      |                  |                  |                  |                  |  |  |                                   |                                   |                                   |                                   |                                   |                                   |  |  |                                    |                                    |                                    |                                    |                                    |                                    |  |  |                                  |                                  |                                  |                                  | ブルボン＝パルマ家               | ブルボン＝パルマ家               | ブルボン＝パルマ家     | ブルボン＝パルマ家     | ブルボン＝パルマ家     | ブルボン＝パルマ家     |                        |                        |                                |                                |                                |                                | オルレアニスト王位請求者                | オルレアニスト王位請求者                | オルレアニスト王位請求者                | オルレアニスト王位請求者                | オルレアニスト王位請求者                | オルレアニスト王位請求者                |                  |                  |                  |                  |  |  |  |  |  |  |  |  |  |  |  |  |  |  |  |  |  |  |  |  |